# 团墩湖
团墩湖是一个位于中国湖北省武昌县的湖泊，面积约为8平方千米。